# Naoki Ishikawa
Naoki Ishikawa (石川 直樹 Ishikawa Naoki?), född 13 september 1985 i Chiba prefektur, är en japansk fotbollsspelare.
Ishikawa började sin karriär 2004 i Kashiwa Reysol. 2009 flyttade han till Consadole Sapporo. Efter Consadole Sapporo spelade han för Albirex Niigata och Vegalta Sendai. Han gick tillbaka till Hokkaido Consadole Sapporo 2017.